# Seznam medailistů na mistrovství světa ve sportovní gymnastice

## Víceboj
- anglicky = all-around

| Rok       | Místo                             | Zlato                             | Stříbro                           | Bronz                             |
| --------- | --------------------------------- | --------------------------------- | --------------------------------- | --------------------------------- |
| MS 1903   | Antverpy                          | Josef Martinez                    | Georges Wierincky Joseph Lux      | bez umístění                      |
| MS 1905   | Bordeaux                          | Marcel Lalue                      | Daniel Lavielle                   | Lucien Démanet                    |
| MS 1907   | Praha                             | Josef Čada                        | Jules Rolland                     | František Erben                   |
| MS 1909   | Lucemburk                         | Marco Torrès                      | Josef Čada                        | Armand Coidelle                   |
| MS 1911   | Turín                             | Ferdinand Steiner                 | Josef Čada                        | Karel Starý Svatopluk Svoboda     |
| MS 1913   | Paříž                             | Marco Torrès                      | Karel Stary                       | Josef Sýkora                      |
| 1915–1917 | Nekonalo se - První světová válka | Nekonalo se - První světová válka | Nekonalo se - První světová válka | Nekonalo se - První světová válka |
| MS 1922   | Lublaň                            | František Pecháček Peter Šumi     | bez umístění                      | Stane Derganc                     |
| MS 1926   | Lyon                              | Peter Šumi                        | Josef Effenberger                 | Ladislav Vácha                    |
| MS 1930   | Lucemburk                         | Josip Primožič                    | Jan Gajdoš                        | Emanuel Löffler                   |
| MS 1934   | Budapešť                          | Eugene Mack                       | Romeo Neri                        | Emanuel Löffler                   |
| MS 1938   | Praha                             | Jan Gajdoš                        | Jan Sládek                        | Eugene Mack                       |
| 1942      | Nekonalo se - Druhá světová válka | Nekonalo se - Druhá světová válka | Nekonalo se - Druhá světová válka | Nekonalo se - Druhá světová válka |
| MS 1950   | Basilej                           | Walther Lehmann                   | Marcel Adatte                     | Olavi Rove                        |
| MS 1954   | Řím                               | Viktor Čukarin Valentin Muratov   | bez umístění                      | Hrant Šahinjan                    |
| MS 1958   | Moskva                            | Boris Šachlin                     | Takaši Ono                        | Jurij Titov                       |
| MS 1962   | Praha                             | Jurij Titov                       | Jukio Endó                        | Boris Šachlin                     |
| MS 1966   | Dortmund                          | Michail Voronine                  | Shuji Tsurumi                     | Akinori Nakajama                  |
| MS 1970   | Lublaň                            | Eizo Kenmotsu                     | Mitsuo Tsukahara                  | Akinori Nakajama                  |
| MS 1974   | Varna                             | Shigeru Kasamatsu                 | Nikolaj Andrianov                 | Eizo Kenmotsu                     |
| MS 1978   | Štrasburk                         | Nikolaj Andrianov                 | Eizo Kenmotsu                     | Alexandr Diťatin                  |
| MS 1979   | Fort Worth                        | Alexandr Diťatin                  | Kurt Thomas                       | Alexander Tkatchev                |
| MS 1981   | Moskva                            | Jurij Koroljov                    | Bogdan Makuts                     | Koji Gushiken                     |
| MS 1983   | Budapešť                          | Dmitrij Bilozerčev                | Koji Gushiken                     | Lou Yun Arthur Akopian            |
| MS 1985   | Montréal                          | Jurij Koroljov                    | Vladimir Arťomov                  | Sylvio Kroll                      |
| MS 1987   | Rotterdam                         | Dmitrij Bilozerčev                | Jurij Koroljov                    | Vladimir Arťomov                  |
| MS 1989   | Stuttgart                         | Ihor Korobčynskyj                 | Valentin Mogilnyj                 | Li Jing                           |
| MS 1991   | Indianapolis                      | Grigory Misutin                   | Vitalij Ščerbo                    | Valeri Liukin                     |
| 1992      | Paříž                             | Nekonalo se                       | Nekonalo se                       | Nekonalo se                       |
| MS 1993   | Birmingham                        | Vitalij Ščerbo                    | Sergej Charkov                    | Andreas Wecker                    |
| MS 1994   | Brisbane                          | Ivan Ivankov                      | Alexej Voropajev                  | Vitalij Ščerbo                    |
| MS 1995   | Sabae                             | Li Siao-šuang                     | Vitalij Ščerbo                    | Evgeni Shabaev                    |
| 1996      | San Juan                          | Nekonalo se                       | Nekonalo se                       | Nekonalo se                       |
| MS 1997   | Lausanne                          | Ivan Ivankov                      | Alexej Bondarenko                 | Naoya Tsukahara                   |
| MS 1999   | Tchien-ťin                        | Nikolaj Krjukov                   | Naoya Tsukahara                   | Jordan Jovčev                     |
| MS 2001   | Gent                              | Feng Jing                         | Ivan Ivankov                      | Jordan Jovčev                     |
| 2002      | Debrecín                          | Nekonalo se                       | Nekonalo se                       | Nekonalo se                       |
| MS 2003   | Anaheim                           | Paul Hamm                         | Jang Wej                          | Hiroyuki Tomita                   |
| MS 2005   | Melbourne                         | Hiroyuki Tomita                   | Hisashi Mizutori                  | Denis Savenkov                    |
| MS 2006   | Aarhus                            | Jang Wej                          | Hiroyuki Tomita                   | Fabian Hambüchen                  |
| MS 2007   | Stuttgart                         | Jang Wej                          | Fabian Hambüchen                  | Hisashi Mizutori                  |
| MS 2009   | Londýn                            | Kóhei Učimura                     | Daniel Keatings                   | Yury Ryazanov                     |
| MS 2010   | Rotterdam                         | Kóhei Učimura                     | Philipp Boy                       | Jonathan Horton                   |
| MS 2011   | Tokio                             | Kóhei Učimura                     | Philipp Boy                       | Koji Yamamuro                     |
| MS 2013   | Antverpy                          | Kóhei Učimura                     | Ryohei Kato                       | Fabian Hambuechen                 |
| MS 2014   | Nan-ning                          | Kóhei Učimura                     | Max Whitlock                      | Yusuke Tanaka                     |
| MS 2015   | Glasgow                           | Kóhei Učimura                     | Manrique Larduet                  | Deng Shudi                        |
| MS 2017   | Montréal                          | Xiao Ruoteng                      | Lin Chaopan                       | Kenzō Shirai                      |
| MS 2018   | Dauhá                             | Artur Dalaloyan                   | Xiao Ruoteng                      | Nikita Nagornyy                   |
| MS 2019   | Stuttgart                         | Nikita Nagornyy                   | Artur Dalaloyan                   | Oleh Verňajev                     |
| MS 2021   | Kitakjúšú                         | Zhang Boheng                      | Daiki Hashimoto                   | Ilja Kovtun                       |
| MS 2022   | Liverpool                         | Daiki Hašimoto                    | Zhang Boheng                      | Wataru Tanigawa                   |
| MS 2023   | Antverpy                          | Daiki Hašimoto                    | Ilja Kovtun                       | Fred Richard                      |
| MS 2025   | Jakarta                           | neznámá vlajka                    | neznámá vlajka                    | neznámá vlajka                    |

## Hrazda
- anglicky = horizontal bar

| Rok       | Místo                             | Zlato                              | Stříbro                                                           | Bronz                                 |
| --------- | --------------------------------- | ---------------------------------- | ----------------------------------------------------------------- | ------------------------------------- |
| MS 1903   | Antverpy                          | Josef Martinez                     | Charles Van Hulle Jules Lecoutre Pierre Paysse                    | bez umístění                          |
| MS 1905   | Bordeaux                          | Marcel Lalue                       | Josef Martinez                                                    | Pierre Paysse Lucien Démanet          |
| MS 1907   | Praha                             | Georges Charmoille František Erben | bez umístění                                                      | Jules Rolland                         |
| MS 1909   | Lucemburk                         | Josef Martinez                     | František Erben Josef Čada K. Fuchs                               | -                                     |
| MS 1911   | Turín                             | Josef Čada                         | Marco Torrès                                                      | Giorgio Romano Svatopluk Svoboda      |
| MS 1913   | Paříž                             | Marco Torrès Josef Čada            | bez umístění                                                      | A. Demol Osvaldo Palazzi Josef Sykora |
| 1915–1917 | Nekonalo se - První světová válka | Nekonalo se - První světová válka  | Nekonalo se - První světová válka                                 | Nekonalo se - První světová válka     |
| MS 1922   | Lublaň                            | Leon Stuckelj                      | Miroslav Klinger Stanislav Indruch Vladimir Simoncic Stane Vidmar | bez umístění                          |
| MS 1926   | Lyon                              | Leon Stuckelj                      | Josip Primožič                                                    | Ladislav Vácha                        |
| MS 1930   | Lucemburk                         | Istvan Pelle                       | Miklos Peter                                                      | Leon Stuckelj                         |
| MS 1934   | Budapešť                          | Ernst Winter                       | Heinz Sandrock Georges Miez                                       | bez umístění                          |
| MS 1938   | Praha                             | Michael Reusch                     | Alois Hudec                                                       | Walter Beck                           |
| 1942      | Nekonalo se - Druhá světová válka | Nekonalo se - Druhá světová válka  | Nekonalo se - Druhá světová válka                                 | Nekonalo se - Druhá světová válka     |
| MS 1950   | Basilej                           | Paavo Kikuchi                      | Vaikko Uthanen                                                    | Walther Lehmann Josef Stalder         |
| MS 1954   | Řím                               | Valentin Muratov                   | Helmuth Bantz Boris Šachlin                                       | bez umístění                          |
| MS 1958   | Moskva                            | Boris Šachlin                      | Albert Azarjan                                                    | Masao Takemoto Jurij Titov            |
| MS 1962   | Praha                             | Takaši Ono                         | Jukio Endó Pavel Stolbov                                          | bez umístění                          |
| MS 1966   | Dortmund                          | Akinori Nakajama                   | Jukio Endó                                                        | Takashi Mitsukuri                     |
| MS 1970   | Lublaň                            | Eizo Kenmotsu                      | Akinori Nakajama                                                  | Klaus Koeste Takuji Hayata            |
| MS 1974   | Varna                             | Eberhard Gienger                   | Wolfgang Thüne                                                    | Eizo Kenmotsu Andrzej Szajna          |
| MS 1978   | Štrasburk                         | Shigeru Kasamatsu                  | Eberhard Gienger                                                  | Stojan Deltchev Gennadi Kryssin       |
| MS 1979   | Fort Worth                        | Kurt Thomas                        | Alexander Tkatchev                                                | Alexandr Diťatin                      |
| MS 1981   | Moskva                            | Alexander Tkatchev                 | Eberhard Gienger Arthur Akopyan                                   | bez umístění                          |
| MS 1983   | Budapešť                          | Dmitrij Bilozerčev                 | Philippe Vatuone Alexandre Pogorelov                              | bez umístění                          |
| MS 1985   | Montréal                          | Tong Fei                           | Sylvio Kroll                                                      | Mitsuaki Watanabe                     |
| MS 1987   | Rotterdam                         | Dmitrij Bilozerčev                 | Curtis Hibbert                                                    | Holger Behrendt Zsolt Borkai          |
| MS 1989   | Stuttgart                         | Li Chunyang                        | Vladimir Arťomov                                                  | Yukio Iketani                         |
| MS 1991   | Indianapolis                      | Li Chunyang Ralf Buechner          | bez umístění                                                      | Vitalij Ščerbo                        |
| MS 1992   | Paříž                             | Grigory Misutin                    | Li Jing                                                           | Ihor Korobčynskyj                     |
| MS 1993   | Birmingham                        | Sergej Charkov                     | Marius Gherman                                                    | Zoltan Supola                         |
| MS 1994   | Brisbane                          | Vitalij Ščerbo                     | Zoltan Supola                                                     | Ivan Ivankov                          |
| MS 1995   | Sabae                             | Andreas Wecker                     | Yoshiavaki Hatakeda                                               | Krasimir Dounev Zhang Jinjing         |
| MS 1996   | San Juan                          | Jesus Carballo                     | Krasimir Dounev                                                   | Vitalij Ščerbo                        |
| MS 1997   | Lausanne                          | Jani Tanskanen                     | Jesus Carballo                                                    | Olexander Beresh                      |
| MS 1999   | Tchien-ťin                        | Jesus Carballo                     | Alexander Jelkov                                                  | Jang Wej                              |
| MS 2001   | Gent                              | Vlasios Maras                      | Olexander Beresh Philippe Rizzo                                   | bez umístění                          |
| MS 2002   | Debrecín                          | Vlasios Maras                      | Ivan Ivankov                                                      | Aljaž Pegan                           |
| MS 2003   | Anaheim                           | Takehiro Kashima                   | Igor Cassina                                                      | Alexej Němov                          |
| MS 2005   | Melbourne                         | Aljaž Pegan                        | Yann Cucherat                                                     | Valerij Hončarov                      |
| MS 2006   | Aarhus                            | Philippe Rizzo                     | Aljaž Pegan                                                       | Vlasios Maras                         |
| MS 2007   | Stuttgart                         | Fabian Hambüchen                   | Aljaž Pegan                                                       | Hisashi Mizutori                      |
| MS 2009   | Londýn                            | Cou Kchaj                          | Epke Zonderland                                                   | Igor Cassina                          |
| MS 2010   | Rotterdam                         | Zhang Chenglong                    | Epke Zonderland                                                   | Fabian Hambüchen                      |
| MS 2011   | Tokio                             | Cou Kchaj                          | Zhang Chenglong                                                   | Kóhei Učimura                         |
| MS 2013   | Antverpy                          | Epke Zonderland                    | Fabian Hambüchen                                                  | Kóhei Učimura                         |
| MS 2014   | Nan-ning                          | Epke Zonderland                    | Kóhei Učimura                                                     | Marijo Moznik                         |
| MS 2015   | Glasgow                           | Kóhei Učimura                      | Danell Leyva                                                      | Manrique Larduet                      |
| MS 2017   | Montréal                          | Tin Srbić                          | Epke Zonderland                                                   | Bart Deurloo                          |
| MS 2018   | Dauhá                             | Epke Zonderland                    | Kóhei Učimura                                                     | Sam Mikulak                           |
| MS 2019   | Stuttgart                         | Arthur Mariano                     | Tin Srbić                                                         | Artur Dalaloyan                       |
| MS 2021   | Kitakjúšú                         | Hu Xuwei                           | Daiki Hashimoto                                                   | Brody Malone                          |
| MS 2022   | Liverpool                         | Brody Malone                       | Daiki Hashimoto                                                   | Arthur Mariano                        |
| MS 2023   | Antverpy                          | Daiki Hashimoto                    | Tin Srbić                                                         | Su Weide                              |
| MS 2025   | Jakarta                           | neznámá vlajka                     | neznámá vlajka                                                    | neznámá vlajka                        |

## Prostná
- anglicky = floor

| Rok     | Místo                             | Zlato                             | Stříbro                           | Bronz                             |
| ------- | --------------------------------- | --------------------------------- | --------------------------------- | --------------------------------- |
| MS 1930 | Lucemburk                         | Josip Primožič                    | Emanuel Löffler                   | Alfred Krauss                     |
| MS 1934 | Budapešť                          | Georges Miez                      | Eugene Mack                       | Kurt Kroetzsch                    |
| MS 1938 | Praha                             | Jan Gajdoš                        | Eugene Mack Alois Hudec           | bez umístění                      |
| 1942    | Nekonalo se - druhá světová válka | Nekonalo se - druhá světová válka | Nekonalo se - druhá světová válka | Nekonalo se - druhá světová válka |
| MS 1950 | Basilej                           | Ernst Gebendinger Josef Stalder   | -                                 | Raymond Dot                       |
| MS 1954 | Řím                               | Masao Takemoto Valentin Muratov   | bez umístění                      | Karl William Thoresson            |
| MS 1958 | Moskva                            | Masao Takemoto                    | Takaši Ono                        | Jurij Titov                       |
| MS 1962 | Praha                             | Nobujuki Aihara Jukio Endó        | bez umístění                      | Franco Menichelli                 |
| MS 1966 | Dortmund                          | Akinori Nakajama                  | Jukio Endó                        | Franco Menichelli                 |
| MS 1970 | Lublaň                            | Akinori Nakajama                  | Eizo Kenmotsu                     | Takeshi Kato                      |
| MS 1974 | Varna                             | Shigeru Kasamatsu                 | Hiroshi Kajiyama                  | Andrei Keranov                    |
| MS 1978 | Štrasburk                         | Kurt Thomas                       | Shigeru Kasamatsu                 | Alexandr Diťatin                  |
| MS 1979 | Fort Worth                        | Roland Bruckner Kurt Thomas       | bez umístění                      | Alexander Tkatchev                |
| MS 1981 | Moskva                            | Li Yuan Jurij Koroljov            | bez umístění                      | Koji Gushiken                     |
| MS 1983 | Budapešť                          | Tong Fei                          | Dmitrij Bilozerčev                | Li Ning                           |
| MS 1985 | Montréal                          | Tong Fei                          | Jurij Koroljov                    | Li Ning                           |
| MS 1987 | Rotterdam                         | Lou Yun                           | Vladimir Arťomov                  | Lyubomir Gueraskov                |
| MS 1989 | Stuttgart                         | Ihor Korobčynskyj                 | Vladimir Arťomov                  | Li Chunyang                       |
| MS 1991 | Indianapolis                      | Ihor Korobčynskyj                 | Vitalij Ščerbo                    | Daisuke Nishikawa                 |
| MS 1992 | Paříž                             | Ihor Korobčynskyj                 | Vitalij Ščerbo                    | Maik Krahberg                     |
| MS 1993 | Birmingham                        | Grigory Misutin                   | Vitalij Ščerbo Neil Thomas        | bez umístění                      |
| MS 1994 | Brisbane                          | Vitalij Ščerbo                    | Neil Thomas Ioannis Melissanidis  | bez umístění                      |
| MS 1995 | Sabae                             | Vitalij Ščerbo                    | Li Siao-šuang                     | Grigory Misutin                   |
| MS 1996 | San Juan                          | Vitalij Ščerbo                    | Alexej Voropajev                  | Grigory Misutin                   |
| MS 1997 | Lausanne                          | Alexej Němov                      | Dimitri Karbanenko                | Li Siao-pcheng                    |
| MS 1999 | Tchien-ťin                        | Alexej Němov                      | Gervasio Deferr                   | Xing Aowei                        |
| MS 2001 | Gent                              | Jordan Jovčev Marian Drăgulescu   | bez umístění                      | Igors Vihrovs                     |
| MS 2002 | Debrecín                          | Marian Drăgulescu                 | Jordan Jovčev                     | Paul Hamm                         |
| MS 2003 | Anaheim                           | Paul Hamm Jordan Jovčev           | bez umístění                      | Kyle Shewfelt                     |
| MS 2005 | Melbourne                         | Diego Hypólito                    | Brandon O'Neill                   | Róbert Gál Liang Fuliang          |
| MS 2006 | Aarhus                            | Marian Drăgulescu                 | Diego Hypólito                    | Kyle Shewfelt                     |
| MS 2007 | Stuttgart                         | Diego Hypólito                    | Gervasio Deferr                   | Hisashi Mizutori                  |
| MS 2009 | Londýn                            | Marian Drăgulescu                 | Cou Kchaj                         | Alexander Shatilov                |
| MS 2010 | Rotterdam                         | Eleftherios Kosmidis              | Kóhei Učimura                     | Daniel Purvis                     |
| MS 2011 | Tokio                             | Kóhei Učimura                     | Cou Kchaj                         | Diego Hypolito Alexander Shatilov |
| MS 2013 | Antverpy                          | Kenzo Shirai                      | Jacob Dalton                      | Kóhei Učimura                     |
| MS 2014 | Nan-ning                          | Denis Abljazin                    | Kenzo Shirai                      | Diego Hypolito                    |
| MS 2015 | Glasgow                           | Kenzo Shirai                      | Max Whitlock                      | Rayderley Zapata Santana          |
| MS 2017 | Montréal                          | Kenzō Shirai                      | Artem Dolgopjat                   | Yul Moldauer                      |
| MS 2018 | Dauhá                             | Artur Dalaloyan                   | Kenzō Shirai                      | Carlos Yulo                       |
| MS 2019 | Stuttgart                         | Carlos Yulo                       | Artem Dolgopjat                   | Xiao Ruoteng                      |
| MS 2021 | Kitakjúšú                         | Nicola Bartolini                  | Kazuki Minami                     | Emil Soravuo                      |
| MS 2022 | Liverpool                         | Giarnni Regini-Moran              | Daiki Hashimoto                   | Rjosuke Doi                       |
| MS 2023 | Antverpy                          | Artem Dolgopjat                   | Kazuki Minami                     | Milad Karimi                      |
| MS 2025 | Jakarta                           | neznámá vlajka                    | neznámá vlajka                    | neznámá vlajka                    |

## Bradla
- anglicky = parallel bars

| Rok       | Místo                             | Zlato                             | Stříbro                                                                         | Bronz                                                                                |
| --------- | --------------------------------- | --------------------------------- | ------------------------------------------------------------------------------- | ------------------------------------------------------------------------------------ |
| MS 1903   | Antverpy                          | Josef Martinez François Hentges   | —                                                                               | Eugène Dua André Bordang                                                             |
| MS 1905   | Bordeaux                          | Josef Martinez Marcel Lalue       | —                                                                               | Pierre Paysse                                                                        |
| MS 1907   | Praha                             | Joseph Lux                        | Josef Čada                                                                      | Louis Ségura František Erben                                                         |
| MS 1909   | Lucemburk                         | Josef Martinez                    | Marco Torrès Auguste Castille Josef Čada                                        | bez umístění                                                                         |
| MS 1911   | Turín                             | Giorgio Zampori                   | Dominique Follaci                                                               | Jules Labeeu Antoine Costa Jules Lecoutre Paolo Salvi Stane Vidmar Ferdinand Steiner |
| MS 1913   | Paříž                             | Giorgio Zampori Guido Boni        | bez umístění                                                                    | Pierre Hentges                                                                       |
| 1915–1917 | Nekonalo se - První světová válka | Nekonalo se - První světová válka | Nekonalo se - První světová válka                                               | Nekonalo se - První světová válka                                                    |
| MS 1922   | Lublaň                            | Leon Stuckelj                     | Miroslav Klinger Stanislav Indruch Stane Vidmar Stane Derganc Vladimir Simoncic | bez umístění                                                                         |
| MS 1926   | Lyon                              | Ladislav Vácha                    | Jan Gajdoš                                                                      | Leon Stuckelj                                                                        |
| MS 1930   | Lucemburk                         | Josip Primožič                    | Alfred Krauss                                                                   | Ladislav Vácha                                                                       |
| MS 1934   | Budapešť                          | Eugene Mack                       | Josef Walter                                                                    | Walter Bach                                                                          |
| MS 1938   | Praha                             | Michael Reusch                    | Alois Hudec                                                                     | Josip Primožič                                                                       |
| 1942      | Nekonalo se - Druhá světová válka | Nekonalo se - Druhá světová válka | Nekonalo se - Druhá světová válka                                               | Nekonalo se - Druhá světová válka                                                    |
| MS 1950   | Basilej                           | Hans Eugster                      | Olavi Rove                                                                      | Raymond Dot                                                                          |
| MS 1954   | Řím                               | Viktor Čukarin                    | Josef Stalder                                                                   | Helmuth Bantz Masao Takemoto Hans Eugster                                            |
| MS 1958   | Moskva                            | Boris Šachlin                     | Takaši Ono                                                                      | Pavel Stolbov                                                                        |
| MS 1962   | Praha                             | Miroslav Cerar                    | Boris Šachlin                                                                   | Jukio Endó                                                                           |
| MS 1966   | Dortmund                          | Sergej Diomidov                   | Michail Voronin                                                                 | Miroslav Cerar                                                                       |
| MS 1970   | Lublaň                            | Akinori Nakajama                  | Eizó Kenmocu Michail Voronin                                                    | —                                                                                    |
| MS 1974   | Varna                             | Eizó Kenmocu                      | Nikolaj Andrianov                                                               | Vladimir Marčenko                                                                    |
| MS 1978   | Štrasburk                         | Eizó Kenmocu                      | Hiroši Kadžijama Nikolaj Andrianov                                              | —                                                                                    |
| MS 1979   | Fort Worth                        | Bart Conner                       | Alexandr Tkačov Kurt Thomas                                                     | —                                                                                    |
| MS 1981   | Moskva                            | Kódži Gušiken Alexandr Diťatin    | —                                                                               | Nobujuki Kadžitani                                                                   |
| MS 1983   | Budapešť                          | Lou Jün Vladimir Arťomov          | —                                                                               | Tchung Fej Kódži Sotomura                                                            |
| MS 1985   | Montréal                          | Sylvio Kroll Valentin Mogilnyj    | —                                                                               | Kódži Gušiken                                                                        |
| MS 1987   | Rotterdam                         | Vladimir Arťomov                  | Dmitrij Bilozerčev                                                              | Sven Tippelt                                                                         |
| MS 1989   | Stuttgart                         | Li Ťing Vladimir Arťomov          | —                                                                               | Andreas Wecker                                                                       |
| MS 1991   | Indianapolis                      | Li Ťing                           | Ihor Korobčynskyj                                                               | Kuo Lin-jao                                                                          |
| MS 1992   | Paříž                             | Li Ťing Alexej Voropajev          | bez umístění                                                                    | Valerij Běleňkij                                                                     |
| MS 1993   | Birmingham                        | Vitalij Ščerbo                    | Ihor Korobčynskyj                                                               | Valerij Běleňkij                                                                     |
| MS 1994   | Brisbane                          | Chuang Li-pching                  | Rustam Šaripov                                                                  | Alexej Němov                                                                         |
| MS 1995   | Sabae                             | Vitalij Ščerbo                    | Chuang Li-pching                                                                | Hikaru Tanaka                                                                        |
| MS 1996   | San Juan                          | Rustam Šaripov                    | Vitalij Ščerbo Alexej Němov                                                     | —                                                                                    |
| MS 1997   | Lausanne                          | Čang Ťin-ťing                     | Li Siao-pcheng                                                                  | Naoja Cukahara                                                                       |
| MS 1999   | Tchien-ťin                        | Lee Joo-Hyung                     | Alexej Bondarenko Naoja Cukahara                                                | bez umístění                                                                         |
| MS 2001   | Gent                              | Sean Townsend                     | Eric Lopez Rios                                                                 | Ivan Ivankov                                                                         |
| MS 2002   | Debrecín                          | Li Siao-pcheng                    | Mitja Petkovšek                                                                 | Alexej Sinkevič                                                                      |
| MS 2003   | Anaheim                           | Li Siao-pcheng                    | Chuang Sü Alexej Němov                                                          | bez umístění                                                                         |
| MS 2005   | Melbourne                         | Mitja Petkovšek                   | Li Siao-pcheng                                                                  | Yann Cucherat                                                                        |
| MS 2006   | Aarhus                            | Jang Wej                          | Hirojuki Tomita Yoo Won-Chul                                                    | bez umístění                                                                         |
| MS 2007   | Stuttgart                         | Kim Dae-Eun Mitja Petkovšek       | bez umístění                                                                    | Anton Fokin                                                                          |
| MS 2009   | Londýn                            | Wang Kuan-jin                     | Feng Če                                                                         | Kazuhito Tanaka                                                                      |
| MS 2010   | Rotterdam                         | Feng Če                           | Tcheng Chaj-pin                                                                 | Kóhei Učimura                                                                        |
| MS 2011   | Tokio                             | Danell Leyva                      | Vasileios Tsolakidis                                                            | Čang Čcheng-lung                                                                     |
| MS 2013   | Antverpy                          | Kóhei Učimura Čchao-pchan Lin     | bez umístění                                                                    | John Orozco                                                                          |
| MS 2014   | Nan-ning                          | Oleh Verňajev                     | Danell Leyva                                                                    | Rjóhei Kató                                                                          |
| MS 2015   | Glasgow                           | Jou Chao                          | Oleh Verňajev                                                                   | Oleh Stepko Teng Šu-ti                                                               |
| MS 2017   | Montréal                          | Zou Jingyuan                      | Oleh Verňajev                                                                   | David Belyavsky                                                                      |
| MS 2018   | Dauhá                             | Zou Jingyuan                      | Oleh Verňajev                                                                   | Artur Dalaloyan                                                                      |
| MS 2019   | Stuttgart                         | Joe Fraser                        | Ahmet Önder                                                                     | Kazuma Kaya                                                                          |
| MS 2021   | Kitakjúšú                         | Hu Xuwei                          | Carlos Yulo                                                                     | Shi Cong                                                                             |
| MS 2022   | Liverpool                         | Čou Ťing-jüan                     | Lukáš Dauser                                                                    | Carlos Yulo                                                                          |
| MS 2023   | Antverpy                          | Lukáš Dauser                      | Shi Cong                                                                        | Kaito Sugimoto                                                                       |
| MS 2025   | Jakarta                           | neznámá vlajka                    | neznámá vlajka                                                                  | neznámá vlajka                                                                       |

## Kůň našíř
- anglicky = pommel horse

| Rok       | Místo                             | Zlato                                 | Stříbro                                    | Bronz                             |
| --------- | --------------------------------- | ------------------------------------- | ------------------------------------------ | --------------------------------- |
| MS 1903   | Antverpy                          | Georges Dejagere Joseph Lux N. Thysse | bez umístění                               | bez umístění                      |
| MS 1905   | Bordeaux                          | Georges Dejagere                      | Marcel Lalue                               | Daniel Lavielle                   |
| MS 1907   | Praha                             | František Erben                       | Jules Rolland                              | Karel Sal                         |
| MS 1909   | Lucemburk                         | Nekonalo se                           | Nekonalo se                                | Nekonalo se                       |
| MS 1911   | Turín                             | Osvaldo Palazzi                       | Giorgio Zampori Paolo Salvi                | bez umístění                      |
| MS 1913   | Paříž                             | Giorgio Zampori                       | N. Aubry Marco Torrès Osvaldo Palazzi      | bez umístění                      |
| 1915–1917 | Nekonalo se - První světová válka | Nekonalo se - První světová válka     | Nekonalo se - První světová válka          | Nekonalo se - První světová válka |
| MS 1922   | Lublaň                            | Miroslav Klinger                      | Stanislav Indruch Leon Stuckelj Peter Šumi | bez umístění                      |
| MS 1926   | Lyon                              | Jan Karafiát                          | Jan Gajdoš                                 | Ladislav Vácha                    |
| MS 1930   | Lucemburk                         | Josip Primožič                        | Peter Šumi                                 | Jan Gajdoš                        |
| MS 1934   | Budapešť                          | Eugene Mack                           | Edy Steinemann                             | Jan Sládek                        |
| MS 1938   | Praha                             | Michael Reusch                        | Vratislav Petracek                         | Léo Schuermann                    |
| 1942      | Nekonalo se - Druhá světová válka | Nekonalo se - Druhá světová válka     | Nekonalo se - Druhá světová válka          | Nekonalo se - Druhá světová válka |
| MS 1950   | Basilej                           | Josef Stalder                         | Marcel Adatte                              | Walther Lehmann                   |
| MS 1954   | Řím                               | Hrant Šahinjan                        | Josef Stalder                              | Viktor Čukarin                    |
| MS 1958   | Moskva                            | Boris Šachlin                         | Pavel Stolbov                              | Miroslav Cerar                    |
| MS 1962   | Praha                             | Miroslav Cerar                        | Boris Šachlin                              | Jü Li-feng Takaši Micukuri        |
| MS 1966   | Dortmund                          | Miroslav Cerar                        | Michail Voronin                            | Takeši Kató                       |
| MS 1970   | Lublaň                            | Miroslav Cerar                        | Eizó Kenmocu                               | Viktor Klimenko                   |
| MS 1974   | Varna                             | Zoltán Magyar                         | Nikolaj Andrianov                          | Eizó Kenmocu                      |
| MS 1978   | Štrasburk                         | Zoltán Magyar                         | Eberhard Gienger                           | Stojan Delčev                     |
| MS 1979   | Fort Worth                        | Zoltán Magyar                         | Kurt Thomas                                | Kódži Gušiken                     |
| MS 1981   | Moskva                            | Li Siao-pching Michael Nikolay        | bez umístění                               | György Guczoghy Jurij Koroljov    |
| MS 1983   | Budapešť                          | Dmitrij Bilozerčev                    | Li Siao-pching György Guczoghy             | bez umístění                      |
| MS 1985   | Montréal                          | Valentin Mogilnyj                     | Li Ning                                    | Hirojuki Koniši                   |
| MS 1987   | Rotterdam                         | Zsolt Borkai Dmitrij Bilozerčev       | bez umístění                               | Ljubomir Geraskov                 |
| MS 1989   | Stuttgart                         | Valentin Mogilnyj                     | Andreas Wecker                             | Li Ťing                           |
| MS 1991   | Indianapolis                      | Valerij Beleňkij                      | Kuo Lin-jao                                | Li Ťing                           |
| MS 1992   | Paříž                             | Li Ťing Vitalij Ščerbo Pae Gil-Su     | bez umístění                               | bez umístění                      |
| MS 1993   | Birmingham                        | Pae Gil-Su                            | Andreas Wecker                             | Karoly Schupkegel                 |
| MS 1994   | Brisbane                          | Marius Urzică                         | Eric Poujade                               | Donghua Li Vitalij Marynyč        |
| MS 1995   | Sabae                             | Donghua Li                            | Chuang Chua-tung                           | Jošiaki Hatakeda                  |
| MS 1996   | San Juan                          | Pae Gil-Su                            | Donghua Li                                 | Alexej Němov                      |
| MS 1997   | Lausanne                          | Valerij Beleńkij                      | Eric Poujade                               | Pae Gil-Su                        |
| MS 1999   | Tchien-ťin                        | Alexej Němov                          | Marius Urzică                              | Nikolaj Krjukov                   |
| MS 2001   | Gent                              | Marius Urzică                         | Siao Čchin                                 | Olexandr Bereš                    |
| MS 2002   | Debrecín                          | Marius Urzică                         | Siao Čchin                                 | Takehiro Kašima                   |
| MS 2003   | Anaheim                           | Tcheng Chaj-pin Takehiro Kašima       | bez umístění                               | Nikolaj Krjukov                   |
| MS 2005   | Melbourne                         | Siao Čchin                            | Ioan Silviu Suciu                          | Takehiro Kašima                   |
| MS 2006   | Aarhus                            | Siao Čchin                            | Prashanth Sellathurai                      | Alexander Artemev                 |
| MS 2007   | Stuttgart                         | Siao Čchin                            | Krisztián Berki                            | Louis Smith                       |
| MS 2009   | Londýn                            | Čang Chung-tchao                      | Krisztián Berki                            | Prashanth Sellathurai             |
| MS 2010   | Rotterdam                         | Krisztián Berki                       | Louis Smith                                | Prashanth Sellathurai             |
| MS 2011   | Tokio                             | Krisztián Berki                       | Cyril Tommasone                            | Louis Smith                       |
| MS 2013   | Antverpy                          | Kóhei Kamejama                        | Max Whitlock Daniel Corral                 |                                   |
| MS 2014   | Nan-ning                          | Krisztián Berki                       | Filip Ude                                  | Cyril Tommasone                   |
| MS 2015   | Glasgow                           | Max Whitlock                          | Louis Smith                                | Harutyun Merdinyan Kazuma Kaya    |
| MS 2017   | Montréal                          | Max Whitlock                          | David Beljavskij                           | Siao Žuo-tcheng                   |
| MS 2018   | Dauhá                             | Siao Žuo-tcheng                       | Max Whitlock                               | Lee Chih-kai                      |
| MS 2019   | Stuttgart                         | Max Whitlock                          | Lee Chih-kai                               | Rhys McClenaghan                  |
| MS 2021   | Kitakjúšú                         | Stephen Nedoroscik                    | Weng Hao Kazuma Kaya                       | Nebyla udělena                    |
| MS 2022   | Liverpool                         | Rhys McClenaghan                      | Ahmad Abu al Soud                          | Harutyun Merdinyan                |
| MS 2023   | Antverpy                          | Rhys McClenaghan                      | Khoi Young                                 | Ahmad Abu al Soud                 |
| MS 2025   | Jakarta                           | neznámá vlajka                        | neznámá vlajka                             | neznámá vlajka                    |

## Kruhy
- anglicky = rings

| Rok       | Místo                             | Zlato                                                 | Stříbro                                        | Bronz                                             |
| --------- | --------------------------------- | ----------------------------------------------------- | ---------------------------------------------- | ------------------------------------------------- |
| MS 1903   | Antverpy                          | Josef Martinez                                        | François Walravens Joseph Lux                  | bez umístění                                      |
| MS 1905   | Bordeaux                          | Nekonalo se                                           | Nekonalo se                                    | Nekonalo se                                       |
| MS 1907   | Praha                             | Nekonalo se                                           | Nekonalo se                                    | Nekonalo se                                       |
| MS 1909   | Lucemburk                         | Marco Torrès Giorgio Romano                           | bez umístění                                   | Giorgio Zampori Angelo Mozzoncini František Erben |
| MS 1911   | Turín                             | Ferdinand Steiner                                     | Dominique Follaci Antoine Costa Pietro Bianchi | bez umístění                                      |
| MS 1913   | Paříž                             | Marco Torrès Laurent Grech Guido Boni Giorgio Zampori | bez umístění                                   | bez umístění                                      |
| 1915–1917 | Nekonalo se - První světová válka | Nekonalo se - První světová válka                     | Nekonalo se - První světová válka              | Nekonalo se - První světová válka                 |
| MS 1922   | Lublaň                            | Miroslav Karásek Josef Malý Peter Šumi Leon Stuckelj  | bez umístění                                   | bez umístění                                      |
| MS 1926   | Lyon                              | Leon Stuckelj                                         | Ladislav Vácha                                 | Bedřich Šupčík                                    |
| MS 1930   | Lucemburk                         | Emanuel Löffler                                       |                                                | Jan Gajdoš                                        |
| MS 1934   | Budapešť                          | Alois Hudec                                           | Eugene Mack                                    | Mathias Logelin Jaroslav Kollinger                |
| MS 1938   | Praha                             | Alois Hudec                                           | Michael Reusch                                 | Vratislav Petráček                                |
| 1942      | Nekonalo se - Druhá světová válka | Nekonalo se - Druhá světová válka                     | Nekonalo se - Druhá světová válka              | Nekonalo se - Druhá světová válka                 |
| MS 1950   | Basilej                           | Walther Lehmann                                       | Olavi Rove                                     | Hans Eugster                                      |
| MS 1954   | Řím                               | Albert Azarjan                                        | Eugen Korolkov                                 | Valentin Muratov                                  |
| MS 1958   | Moskva                            | Albert Azarjan                                        | Nobujuki Aihara                                | Jurij Titov                                       |
| MS 1962   | Praha                             | Jurij Titov                                           | Jukio Endó Boris Šachlin                       | bez umístění                                      |
| MS 1966   | Dortmund                          | Michail Voronin                                       | Akinori Nakajama                               | Franco Menichelli                                 |
| MS 1970   | Lublaň                            | Akinori Nakajama                                      | Mitsuo Tsukahara                               | Michail Voronin                                   |
| MS 1974   | Varna                             | Danuţ Grecu Nikolaj Andrianov                         | bez umístění                                   | Andrzej Szajna                                    |
| MS 1978   | Štrasburk                         | Nikolaj Andrianov                                     | Alexandr Diťatin                               | Danuţ Grecu                                       |
| MS 1979   | Fort Worth                        | Alexandr Diťatin                                      | Danuţ Grecu                                    | Alexander Tkatchev                                |
| MS 1981   | Moskva                            | Alexandr Diťatin                                      | Huang Yubin                                    | Bogdan Makuts                                     |
| MS 1983   | Budapešť                          | Koji Gushiken Dimitri Bilozertchev                    | bez umístění                                   | Li Ning                                           |
| MS 1985   | Montréal                          | Li Ning Jurij Koroljov                                | bez umístění                                   | Kyoji Yamawaki Jurij Balobanov                    |
| MS 1987   | Rotterdam                         | Jurij Koroljov                                        | Li Ning Dmitrij Bilozerčev                     | bez umístění                                      |
| MS 1989   | Stuttgart                         | Andreas Aguilar                                       | Andreas Wecker                                 | Yuri Chechi Vitalij Marinič                       |
| MS 1991   | Indianapolis                      | Grigory Misutin                                       | Andreas Wecker                                 | Yuri Chechi                                       |
| MS 1992   | Paříž                             | Vitalij Ščerbo                                        | Szilveszter Csollány                           | Grigory Misutin                                   |
| MS 1993   | Birmingham                        | Yuri Chechi                                           | Andreas Wecker                                 | Ivan Ivankov                                      |
| MS 1994   | Brisbane                          | Yuri Chechi                                           | Paul O'Neill                                   | Valeri Belenki Dan Burincă                        |
| MS 1995   | Sabae                             | Yuri Chechi                                           | Dan Burincă                                    | Jordan Jovčev                                     |
| MS 1996   | San Juan                          | Yuri Chechi                                           | Jordan Jovčev Szilveszter Csollány             | bez umístění                                      |
| MS 1997   | Lausanne                          | Yuri Chechi                                           | Szilveszter Csollány                           | Ivan Ivankov                                      |
| MS 1999   | Tchien-ťin                        | Dong Zhen                                             | Szilveszter Csollány                           | Dimosthenis Tampakos                              |
| MS 2001   | Gent                              | Jordan Jovčev                                         | Szilveszter Csollány                           | Andrea Coppolino                                  |
| MS 2002   | Debrecín                          | Szilveszter Csollány                                  | Jordan Jovčev                                  | Matteo Morandi                                    |
| MS 2003   | Anaheim                           | Jordan Jovčev Dimosthenis Tampakos                    | bez umístění                                   | Matteo Morandi Andrea Coppolino                   |
| MS 2005   | Melbourne                         | Yuri van Gelder                                       | Alexander Safoshkin                            | Matteo Morandi                                    |
| MS 2006   | Aarhus                            | Chen Yibing                                           | Jordan Jovčev                                  | Yuri van Gelder                                   |
| MS 2007   | Stuttgart                         | Chen Yibing                                           | Yuri van Gelder                                | Jordan Jovčev                                     |
| MS 2009   | Londýn                            | Yan Mingyong                                          | Jordan Jovčev                                  | Oleksandr Vorobiov                                |
| MS 2010   | Rotterdam                         | Chen Yibing                                           | Yan Mingyong                                   | Matteo Morandi                                    |
| MS 2011   | Tokio                             | Chen Yibing                                           | Arthur Zanetti                                 | Koji Yamamuro                                     |
| MS 2013   | Antverpy                          | Arthur Zanetti                                        | Alexandr Balandin                              | Brandon Wynn                                      |
| MS 2014   | Nan-ning                          | Liu Yang                                              | Arthur Zanetti                                 | You Hao Denis Abljazin                            |
| MS 2015   | Glasgow                           | Eleftherios Petrunias                                 | You Hao                                        | Liu Yang                                          |
| MS 2017   | Montréal                          | Eleftherios Petrunias                                 | Denis Abljazin                                 | Liu Yang                                          |
| MS 2018   | Dauhá                             | Eleftherios Petrunias                                 | Arthur Zanetti                                 | Marco Lodadio                                     |
| MS 2019   | Stuttgart                         | İbrahim Çolak                                         | Marco Lodadio                                  | Samir Aït Saïd                                    |
| MS 2021   | Kitakjúšú                         | Lan Xingyu                                            | Marco Lodadio                                  | Salvatore Maresca Grigorii Klimentev              |
| MS 2022   | Liverpool                         | Adem Asil                                             | Čou Ťing-jüan                                  | Courtney Tulloch                                  |
| MS 2023   | Antverpy                          | Liu Yang                                              | Eleftherios Petrunias                          | Ty Hao                                            |
| MS 2025   | Jakarta                           | neznámá vlajka                                        | neznámá vlajka                                 | neznámá vlajka                                    |

## Přeskok
- anglicky = vault

| Rok     | Místo                             | Zlato                             | Stříbro                           | Bronz                             |
| ------- | --------------------------------- | --------------------------------- | --------------------------------- | --------------------------------- |
| MS 1934 | Budapešť                          | Eugene Mack                       | Edy Steinemann                    | Romeo Neri                        |
| MS 1938 | Praha                             | Eugene Mack                       | Walter Beck                       | Hans Naegelin                     |
| 1942    | Nekonalo se - Druhá světová válka | Nekonalo se - Druhá světová válka | Nekonalo se - Druhá světová válka | Nekonalo se - Druhá světová válka |
| MS 1950 | Basilej                           | Ernst Gebendinger                 | Olavi Rove                        | Walther Lehmann                   |
| MS 1954 | Řím                               | Leo Sotorník                      | Helmuth Bantz                     | Serguei Diaiani                   |
| MS 1958 | Moskva                            | Jurij Titov                       | Masao Takemoto                    | Takaši Ono                        |
| MS 1962 | Praha                             | Přemysl Krbec                     | Haruhiro Jamašita                 | Jukio Endó Boris Šachlin          |
| MS 1966 | Dortmund                          | Haruhio Matsuda                   | Takeshi Kato                      | Akinori Nakajama                  |
| MS 1970 | Lublaň                            | Mitsuo Tsukahara                  | Viktor Klimenko                   | Takeshi Kato                      |
| MS 1974 | Varna                             | Shigeru Kasamatsu                 | Nikolaj Andrianov                 | Hiroshi Kajiyama                  |
| MS 1978 | Štrasburk                         | Junichi Shimizu                   | Nikolaj Andrianov                 | Ralph Baerthel                    |
| MS 1979 | Fort Worth                        | Alexandr Diťatin                  | Nikolaj Andrianov                 | Ralph Baerthel Bart Conner        |
| MS 1981 | Moskva                            | Ralf-Peter Hemman                 | Arthur Akopian                    | Bogdan Makuts                     |
| MS 1983 | Budapešť                          | Arthur Akopian                    | Li Ning                           | Bernd Jensch                      |
| MS 1985 | Montréal                          | Jurij Koroljov                    | Lou Jün Laurent Barbieri          | -                                 |
| MS 1987 | Rotterdam                         | Lou Jün Sylvio Kroll              | bez umístění                      | Dan Kolev                         |
| MS 1989 | Stuttgart                         | Jörg Behrend                      | Sylvio Kroll                      | Vladimir Arťomov                  |
| MS 1991 | Indianapolis                      | Yoo Ok-Ryul                       | Vitalij Ščerbo                    | Yutaka Aihara                     |
| MS 1992 | Paříž                             | Yoo Ok-Ryul                       | Ihor Korobčynskyj                 | Curtis Hibbert Victor Colon       |
| MS 1993 | Birmingham                        | Vitalij Ščerbo                    | Feng Chih Chang                   | Yoo Ok-Ryul                       |
| MS 1994 | Brisbane                          | Vitalij Ščerbo                    | Li Siao-šuang                     | Yeo Hong-Chul                     |
| MS 1995 | Sabae                             | Alexej Němov Grigory Misutin      | bez umístění                      | Vitalij Ščerbo                    |
| MS 1996 | San Juan                          | Alexej Němov                      | Andrea Massucchi Yeo Hong-Chul    | bez umístění                      |
| MS 1997 | Lausanne                          | Sergej Fedorčenko                 | Nikolaj Krjukov                   | Adrian Ianculescu                 |
| MS 1999 | Tchien-ťin                        | Li Siao-pcheng                    | Evgeni Sapronenko                 | Dieter Rehm                       |
| MS 2001 | Gent                              | Marian Drăgulescu                 | Evgeni Sapronenko                 | Charles Leon Tamayo               |
| MS 2002 | Debrecín                          | Li Siao-pcheng                    | Leszek Blanik                     | Jang Wej                          |
| MS 2003 | Anaheim                           | Li Siao-pcheng                    | Marian Drăgulescu                 | Kyle Shewfelt                     |
| MS 2005 | Melbourne                         | Marian Drăgulescu                 | Leszek Blanik                     | Alin Sandu Jivan                  |
| MS 2006 | Aarhus                            | Marian Drăgulescu                 | Dzmitry Kaspiarovich              | Fabian Hambüchen                  |
| MS 2007 | Stuttgart                         | Leszek Blanik                     | Ilie Daniel Popescu               | Ri Se-gwang                       |
| MS 2009 | Londýn                            | Marian Drăgulescu                 | Flavius Koczi                     | Anton Golotsutskov                |
| MS 2010 | Rotterdam                         | Thomas Bouhail                    | Anton Golotsutskov                | Dzmitry Kaspiarovich              |
| MS 2011 | Tokio                             | Yang Hak-Seon                     | Anton Golotsutskov                | Makoto Okiguchi                   |
| MS 2013 | Antverpy                          | Yang Hak-Seon                     | Steven Legendre                   | Kristian Thomas                   |
| MS 2014 | Nan-ning                          | Ri Se-gwang                       | Igor Radivilov                    | Jacob Dalton                      |
| MS 2015 | Glasgow                           | Ri Se-gwang                       | Marian Drăgulescu                 | Donnell Whittenburg               |
| MS 2017 | Montréal                          | Kenzō Shirai                      | Igor Radivilov                    | Kim Han-sol                       |
| MS 2018 | Dauhá                             | Ri Se-gwang                       | Artur Dalaloyan                   | Kenzō Shirai                      |
| MS 2019 | Stuttgart                         | Nikita Nagornyy                   | Artur Dalaloyan                   | Ihor Radivilov                    |
| MS 2021 | Kitakjúšú                         | Carlos Yulo                       | Hidenobu Yonekura                 | Andrey Medvedev                   |
| MS 2022 | Liverpool                         | Artur Davtyan                     | Carlos Yulo                       | Igor Radivilov                    |
| MS 2023 | Antverpy                          | Jake Jarman                       | Khoi Young                        | Nazar Čepurnyj                    |
| MS 2025 | Jakarta                           | neznámá vlajka                    | neznámá vlajka                    | neznámá vlajka                    |

## Družstva
- anglicky = all-around

| Rok       | Místo                             | Zlato                             | Stříbro                           | Bronz                             |
| --------- | --------------------------------- | --------------------------------- | --------------------------------- | --------------------------------- |
| MS 1903   | Antverpy                          | Francie                           | Belgie                            | Lucemburk                         |
| MS 1905   | Bordeaux                          | Francie                           | Nizozemsko                        | Belgie                            |
| MS 1907   | Praha                             | České království                  | Francie                           | Belgie                            |
| MS 1909   | Lucemburk                         | Francie                           | České království                  | Itálie                            |
| MS 1911   | Turín                             | České království                  | Francie                           | Itálie                            |
| MS 1913   | Paříž                             | České království                  | Francie                           | Itálie                            |
| 1915–1917 | Nekonalo se - První světová válka | Nekonalo se - První světová válka | Nekonalo se - První světová válka | Nekonalo se - První světová válka |
| MS 1922   | Lublaň                            | Československo                    | Jugoslávie                        | Francie                           |
| MS 1926   | Lyon                              | Československo                    | Jugoslávie                        | Francie                           |
| MS 1930   | Lucemburk                         | Československo                    | Francie}                          | Jugoslávie                        |
| MS 1934   | Budapešť                          | Švýcarsko                         | Československo                    | Německo                           |
| MS 1938   | Praha                             | Československo                    | Švýcarsko                         | Jugoslávie                        |
| 1942      | Nekonalo se - Druhá světová válka | Nekonalo se - Druhá světová válka | Nekonalo se - Druhá světová válka | Nekonalo se - Druhá světová válka |
| MS 1950   | Basilej                           | Švýcarsko                         | Finsko                            | Francie                           |
| MS 1954   | Řím                               | Sovětský svaz                     | Japonsko                          | Švýcarsko                         |
| MS 1958   | Moskva                            | Sovětský svaz                     | Japonsko                          | Československo                    |
| MS 1962   | Praha                             | Japonsko                          | Sovětský svaz                     | Československo                    |
| MS 1966   | Dortmund                          | Japonsko                          | Sovětský svaz                     | Německá demokratická republika    |
| MS 1970   | Lublaň                            | Japonsko                          | Sovětský svaz                     | Německá demokratická republika    |
| MS 1974   | Varna                             | Japonsko                          | Sovětský svaz                     | Německá demokratická republika    |
| MS 1978   | Štrasburk                         | Japonsko                          | Sovětský svaz                     | Německá demokratická republika    |
| MS 1979   | Fort Worth                        | Sovětský svaz                     | Japonsko                          | Spojené státy americké            |
| MS 1981   | Moskva                            | Sovětský svaz                     | Japonsko                          | Čína                              |
| MS 1983   | Budapešť                          | Čína                              | Sovětský svaz                     | Japonsko                          |
| MS 1985   | Montréal                          | Sovětský svaz                     | Čína                              | Německá demokratická republika    |
| MS 1987   | Rotterdam                         | Sovětský svaz                     | Čína                              | Německá demokratická republika    |
| MS 1989   | Stuttgart                         | Sovětský svaz                     | Německá demokratická republika    | Čína                              |
| MS 1991   | Indianapolis                      | Sovětský svaz                     | Čína                              | Německo                           |
| MS 1992   | Paříž                             | Nekonalo se                       | Nekonalo se                       | Nekonalo se                       |
| MS 1993   | Birmingham                        | Nekonalo se                       | Nekonalo se                       | Nekonalo se                       |
| MS 1994   | Dortmund                          | Čína                              | Rusko                             | Ukrajina                          |
| MS 1995   | Sabae                             | Čína                              | Japonsko                          | Rumunsko                          |
| MS 1996   | San Juan                          | Nekonalo se                       | Nekonalo se                       | Nekonalo se                       |
| MS 1997   | Lausanne                          | Čína                              | Bělorusko                         | Rusko                             |
| MS 1999   | Tchien-ťin                        | Čína                              | Rusko                             | Bělorusko                         |
| MS 2001   | Gent                              | Bělorusko                         | Spojené státy americké            | Ukrajina                          |
| MS 2002   | Debrecín                          | Nekonalo se                       | Nekonalo se                       | Nekonalo se                       |
| MS 2003   | Anaheim                           | Čína                              | Spojené státy americké            | Japonsko                          |
| MS 2005   | Melbourne                         | Nekonalo se                       | Nekonalo se                       | Nekonalo se                       |
| MS 2006   | Aarhus                            | Čína                              | Rusko                             | Japonsko                          |
| MS 2007   | Stuttgart                         | Čína                              | Japonsko                          | Německo                           |
| MS 2009   | Londýn                            | Nekonalo se                       | Nekonalo se                       | Nekonalo se                       |
| MS 2010   | Rotterdam                         | Čína                              | Japonsko                          | Německo                           |
| MS 2011   | Tokio                             | Čína                              | Japonsko                          | Spojené státy americké            |
| MS 2013   | Antverpy                          | Nekonalo se                       | Nekonalo se                       | Nekonalo se                       |
| MS 2014   | Nan-ning                          | Čína                              | Japonsko                          | Spojené státy americké            |
| MS 2015   | Glasgow                           | Japonsko                          | Velká Británie                    | Čína                              |
| MS 2017   | Montréal                          | Nekonalo se                       | Nekonalo se                       | Nekonalo se                       |
| MS 2018   | Dauhá                             | Čína                              | Rusko                             | Japonsko                          |
| MS 2019   | Stuttgart                         | Rusko                             | Čína                              | Japonsko                          |
| MS 2021   | Kitakjúšú                         | Nekonalo se                       | Nekonalo se                       | Nekonalo se                       |
| MS 2022   | Liverpool                         | Čína                              | Japonsko                          | Spojené království                |
| MS 2023   | Antverpy                          | Japonsko                          | Čína                              | Spojené státy americké            |
| MS 2025   | Jakarta                           | neznámá vlajka                    | neznámá vlajka                    | neznámá vlajka                    |